# Zephronia juvenis
Zephronia juvenis är en mångfotingart som beskrevs av Carl Graf Attems 1936. Zephronia juvenis ingår i släktet Zephronia och familjen Zephroniidae. Inga underarter finns listade i Catalogue of Life.